# Processus ethmoïdal du cornet nasal inférieur
Le processus ethmoïdal du cornet nasal inférieur (ou apophyse ethmoïdale du cornet nasal inférieur) est une lamelle osseuse triangulaire verticale sur le bord supérieur du cornet nasal inférieur. Elle rejoint l'apophyse unciforme de l'ethmoïde. A sa base se trouve le processus maxillaire du cornet nasal inférieur. 